# Двогранний граф
У теорії графів двогранний граф або напіврегулярний двочастковий граф {\displaystyle G=(U,V,E)} є двочастковим графом для якого кожні дві вершини на одній і тій же стороні даного двонаправленого розділу мають однаковий степінь. Якщо вершин в {\displaystyle U} мають степінь {\displaystyle x}, а вершини в {\displaystyle V} степеня {\displaystyle y}, тоді граф називається {\displaystyle (x,y)}-двогранним.

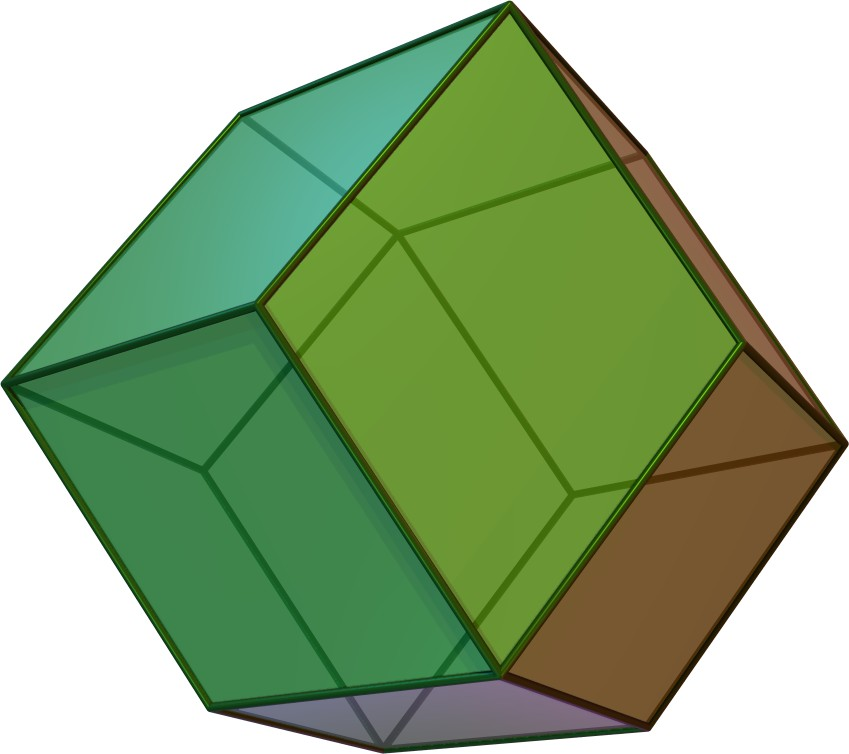
Граф ромбододекаедру є двогранним (бірегулярним).

## Приклад
Кожен повний двочастковий граф {\displaystyle K_{a,b}} є {\displaystyle (b,a)}-двогранним. Ромбододекаедр є ще одним прикладом; він є (3,4)-двогранним графом
.

## Кількість вершин
{\displaystyle (x,y)}-двогранний граф {\displaystyle G=(U,V,E)} має задовольняти рівняння {\displaystyle x|U|=y|V|}. Це випливає з простого аргументу подвійного підрахунку: кількість кінців ребер з {\displaystyle U} дорівнює {\displaystyle x|U|}, кількість кінців ребер в {\displaystyle V} дорівнює {\displaystyle y|V|}, і кожне ребро додає однакову кількість в обидва числа.

## Симетрія
Кожен регулярний двочастковий граф також є двогранним. Кожен реберно-транзитивний граф (забороняються графи з ізольованими вершинами), який не є також вершинно-транзитивним, повинен бути двогранним. Зокрема, кожен реберно-транзитивний граф є або регулярним, або бірегулярним (двогранним).

## Конфігурації
Графи Леві геометричних конфігурацій є двогранними; двогранний граф — це граф Леві (абстрактної) конфігурації тоді й тільки тоді, коли його обхват становить не менше шести.